# Carlo Zanchi
Carlo Zanchi (fl. XVIII secolo) è stato un giurista italiano del XVIII secolo.

Tractatus de societate, 1786 (Fondazione Mansutti, Milano).

Avvocato della Curia romana, pubblicò nel 1786 a Roma un trattato in cui metteva in luce, dal punto di vista giuridico, le molteplici forme di società private e pubbliche, prendendo in esame anche il contratto di assicurazione.